# 9487 Kupe
9487 Kupe è un asteroide della fascia principale. Scoperto nel 1960, presenta un'orbita caratterizzata da un semiasse maggiore pari a 2,8394002 UA e da un'eccentricità di 0,0596808, inclinata di 3,30861° rispetto all'eclittica.
L'asteroide è dedicato a Kupe, il leggendario navigatore al quale, secondo la tradizione, si deve la scoperta le isole della Nuova Zelanda con il conseguente insediamento delle popolazioni Maori a partire dal IX secolo.